# Потапов, Пётр Петрович
Пётр Петрович Потапов — советский хозяйственный, государственный и политический деятель, Герой Социалистического Труда, многолетний директор Тюменского судостроительного завода, при его руководстве ставшего крупнейшим машиностроительным предприятием Западной Сибири.

## Биография
Родился в 1918 году в селе Александров Гай. 
Окончил неполную среднюю школу (1936), рабфак (1937) и Горьковский институт инженеров водного транспорта (1942).
В 1942—1989 гг.:
- 1942-1947 линейный механик, инженер-механик эксплуатационного участка «Волготанкер» Наркомата речного флота СССР,
- 1947-1951 начальник слесарного цеха, главный инженер судоремонтного завода имени В. И. Ленина Волжского нефтеналивного пароходства «Волготанкер» Министерства речного флота СССР,
- 1951-1953 в Главном управлении речного транспорта восточных районов «Главвосток» Министерства речного флота СССР,
- 1953-1955 директор судостроительного завода в Тюмени (п/я №45),
- 1955-1960 председатель Тюменского городского исполнительного комитета Совета депутатов трудящихся,
- 1960-1989 снова директор судостроительного завода п/я №45 (с 1966 г. Тюменский судостроительный завод имени 60-летия СССР Министерства судостроительной промышленности СССР).

Умер в Тюмени в 2002 году.

## Награды
Указом Президиума Верховного Совета СССР от 30 августа 1985 года присвоено звание Героя Социалистического Труда с вручением ордена Ленина и золотой медали «Серп и Молот».
Лауреат Государственной премии СССР (1975). Награждён орденом Октябрьской Революции (26.04.1971), 2 орденами Трудового Красного Знамени (25.06.1966, 10.03.1981), медалями.
Почётный гражданин Тюмени.